# I maghi sul ponte di comando con Hannah Montana
I maghi sul ponte di comando con Hannah Montana (Wizards on Deck with Hannah Montana) è una trilogia di episodi crossover fra tre Disney Channel original sitcom. Il crossover calibrato in episodi de I maghi di Waverly, Zack e Cody sul ponte di comando, e Hannah Montana, vede Justin, Alex e Max Russo salire a bordo della nave SS Tipton per una crociera vinta ad un concorso, assieme a Cody Martin che tenta di recuperare i biglietti per un concerto di Hannah Montana - la quale è presente a sua volta sulla nave - alle Hawaii. Negli Stati Uniti è stato trasmesso il 17 luglio 2009, mentre in Italia è andato in onda il 9 ottobre dello stesso anno. Il programma, nella prima visione, è stato visto da 10,6 milioni di spettatori, inserendosi nella classifica dei 100 programmi televisivi più visti via cavo del 2009.

## Parte 1 -In Crociera(Tratto da:I Maghi di Waverly)
- Episodio numero 25 stagione 2
- Titolo Originale: "Cast-Away"

### Trama
Justin vince un concorso e i tre fratelli finiscono sulla SS Tipton. Harper, chiamata da Alex con una magia, prende il posto dell'amica nella classe a bordo e conosce Cody. Alex si diverte a bordo con Bailey inventandosi il nome e Justin esce a cena con London facendosi passare per un dottore. Max invece gareggia con Zack in una serie di competizioni assurde. Bailey viene però fatta cadere nell'idromassagio da Max e Zack e Alex la salva. London pensava che Justin l'avesse salvata e lo lascia perché crede sia uno stupido dottore. Harper, Max e Bailey chiamano Alex in tre diversi modi e viene scoperta. La crociera finisce per Harper che viene rimandata a casa.

## Parte 2 -Doppio Scambio(Tratto da:Zack e Cody sul ponte di comando)
- Episodio numero 21 stagione 1
- Titolo Originale: "Double Crossed"

### Trama
Bailey impazzisce perché a bordo verrà Hannah Montana e Cody le promette due biglietti per il concerto tutto esaurito, visto che la conosce. Alex conosce Zack e, come lui, ama fare scherzi. Max incontra London alla quale chiede di uscire, con scarsi risultati. Hannah invece è nervosa di tutti i suoi fan e vorrebbe del relax. Cody cerca di entrare nella cabina di Hannah, ma lei non si ricorda di lui. Alex mette della tinta nella vasca idromassaggio e fa diventare Justin blu. Moseby e Justin cercano il colpevole, Zack o Alex, e quest'ultima si rifugia in camera di Zack. Moseby lo incolpa di quanto è successo, ma lui dice che è innocente e ha bisogno di prove. Cody chiede a London i biglietti, ma lei rifiuta e partecipa alla caccia al tesoro. Alex dice al fratello Max di non dire nulla di quello che ha visto e non fa capire niente a London, la quale gli è diventata amica. Cody cerca di vincere la caccia al tesoro, ma Zack gliela fa perdere. Moseby e Justin si ritrovano faccia a faccia con Zack e Alex e si scopre che quest'ultima è la colpevole. Cody dice a Bailey che non ha i biglietti, ma i due incontrano Hannah Montana la quale regala i biglietti e i pass per il backstage. Bailey è così contenta che bacia Cody e i due cominciano una relazione. London aspetterà Max quando sarà cresciuto, perché nessuno l'ha mai trattata come lui.

## Parte 3:Il portafortuna di Hannah(Tratto da:Hannah Montana)
- Episodio numero 20 stagione 3
- Titolo Originale: "Super(stitious) Girl"

### Trama
Mentre si trova sul ponte della nave, Miley perde il braccialetto regalatole dalla madre e pensa che le sue disavventure siano causate dalla sua mancanza. Ma Bailey e Cody le ricordano che lei è Hannah Montana ed è unica al mondo. Miley capisce che non è il bracciale a renderla speciale, si fida di se stessa e la puntata finisce con il suo concerto meraviglioso alle Hawaii.

## Attori e personaggi

### "In Crociera"
| Attore               | Ruolo          |
| -------------------- | -------------- |
| Selena Gomez         | Alex Russo     |
| David Henrie         | Justin Russo   |
| Jake T. Austin       | Max Russo      |
| Jennifer Stone       | Harper Finkle  |
| Maria Canals Barrera | Theresa Russo  |
| David DeLuise        | Jerry Russo    |
| Dylan Sprouse        | Zack Martin    |
| Cole Sprouse         | Cody Martin    |
| Brenda Song          | London Tipton  |
| Debby Ryan           | Bailey Pickett |
| Phill Lewis          | Marion Moseby  |

### "Doppio Scambio"
| Attore               | Ruolo          |
| -------------------- | -------------- |
| Cole Sprouse         | Cody Martin    |
| Dylan Sprouse        | Zack Martin    |
| Brenda Song          | London Tipton  |
| Debby Ryan           | Bailey Pickett |
| Phill Lewis          | Marion Moseby  |
| Matthew Timmons      | Woodrow Fink   |
| Windell Middlebrooks | Kirby Morris   |
| Jake T. Austin       | Max Russo      |
| Miley Cyrus          | Hannah Montana |
| Selena Gomez         | Alex Russo     |
| David Henrie         | Justin Russo   |
| Emily Osment         | Lilly Truscott |

### "Il Porta Fortuna di Hannah"
| Attore          | Ruolo                        |
| --------------- | ---------------------------- |
| Miley Cyrus     | Hannah Montana/Miley Stewart |
| Emily Osment    | Lilly Truscott               |
| Mitchel Musso   | Oliver Oken                  |
| Jason Earles    | Jackson Stewart              |
| Moisés Arias    | Rico Suave Jr.               |
| Billy Ray Cyrus | Robby Stewart                |
| Dylan Sprouse   | Zack Martin                  |
| Cole Sprouse    | Cody Martin                  |
| Brenda Song     | London Tipton                |
| Debby Ryan      | Bailey Pickett               |
| Phill Lewis     | Marion Moseby                |

## Edizione home video
Nel settembre 2009 il trittico di episodi è stato distribuito in edizione home video, come DVD regione 1, destinato al mercato nord americano, ad opera della Walt Disney Studios Home Entertainment.

## Curiosità
- Il secondo episodio è l'unico che presenta tutti i personaggi delle tre serie di Disney Channel. Comunque nessuno dei personaggi di Hannah Montana interagisce con i personaggi de I maghi di Waverly.
- In questi episodi, Selena Gomez interpreta Alex Russo, della serie I maghi di Waverly, ma è curioso notare che la ragazza aveva già recitato sia in Zack e Cody al Grand Hotel[5], la serie madre di "Zack e Cody sul ponte di comando", sia in Hannah Montana[6], interpretando ogni volta personaggi diversi.[7]
- In Zack e Cody sul ponte di comando il doppiatore di Zack Martin, a differenza della sua serie madre è Mattia Nissolino, lo stesso di Max Russo.[8]
- Hannah Montana aveva già avuto in precedenza un crossover con Zack e Cody al Grand Hotel.
- I personaggi della serie Zack e Cody sul ponte di comando sono gli unici ad apparire in tutti i 3 episodi della trilogia del crossover.